# منتخب كندا لهوكي الجليد
منتخب كندا الوطني لهوكي الجليد هو منتخب وطني يمثل كندا في منافسات هوكي الجليد الدولية، بدأ منافساته في سنة 1910، يعتبر من أقوى منتخبات هوكي الجليد في العالم.

## التاريخ
الهوكي هي الرياضة الشتوية الوطنية في كندا، والكنديون متحمسون للغاية لهذه اللعبة. تم تمثيل كندا دوليًا لأول مرة في بطولة أوروبا عام 1910 من قبل فريق أكسفورد الكنديين، وهو فريق من الكنديين من جامعة أكسفورد. مثلوا كندا مرة أخرى في بطولة العالم لعام 1912.
من عام 1920 حتى عام 1963، كانت فرق الأندية العليا للهواة التي تمثل كندا عادةً أحدث أبطال كأس آلان. كان آخر فريق هواة من كندا يفوز بميدالية ذهبية في بطولة العالم هو تريل سموك في عام 1961. تعود مسؤولية اختيار الفريق الذي يمثل كندا إلى مدير سكرتير الرابطة الكندية للهوكي للهوكي (CAHA)؛ جورج دادلي من عام 1947 إلى عام 1960، وجوردون جوكس من عام 1960 إلى عام 1963.
بعد بطولة العالم لعام 1963، أسس الأب ديفيد باور المنتخب الوطني كمؤسسة دائمة. شارك الفريق الوطني الدائم الجديد لأول مرة في هوكي الجليد في دورة الألعاب الأولمبية الشتوية لعام 1964. كانت فلسفته هي الفوز بالمباريات ضد الدول الأضعف بدلاً من زيادة النتيجة. أنهت كندا وتشيكوسلوفاكيا والسويد بسجلات متطابقة من خمسة انتصارات وخسارتين. اعتقدت كندا أنها فازت بالميدالية البرونزية بناءً على فارق الأهداف في المباريات الثلاث بين الدول المتعادلة. عندما حضروا عرض الميداليات الأولمبية، شعروا بخيبة أمل عندما علموا أنهم انتهوا في المركز الرابع بناءً على فارق الأهداف في جميع المباريات السبع التي خاضوها. اتهم اللاعبون ورئيس الرابطة الكندية للهوكي للهوكي آرت بوتر أن رئيس الاتحاد الدولي لهوكي الجليد (الاتحاد الدولي لهوكي الجليد)، باني أهيرني، اتخذ قرارًا في اللحظة الأخيرة لتغيير القواعد والحصول على ميدالية من كندا. لخص مارشال جونستون شعور الفريق بأن «الراعي وقطيعه قد جُردوا».  
قبل أن يبدأ الاتحاد السوفيتي المنافسة الدولية في عام 1954، سيطرت كندا على لعبة الهوكي الدولية، وفازت بست ميداليات ذهبية من أصل سبع في الأولمبياد و 10 ميداليات ذهبية في بطولة العالم. ثم ذهبت كندا 50 عامًا دون أن تفوز بالميدالية الذهبية الأولمبية الشتوية ومن 1962 إلى 1993، لم تفز بأي بطولة عالمية. كان هذا جزئيًا لأن أفضل لاعبي كندا المحترفين لم يتمكنوا من حضور هذه الأحداث لأن لديهم التزامات مع فرق دوري الهوكي الوطني.
حصلت كندا على واجبات استضافة بطولة العالم لهوكي الجليد 1970 مع الاستخدام المحدود للمحترفين السابقين. قام الاتحاد الدولي لهوكي الجليد لاحقًا بعكس الإذن بعد أن اعترض رئيس اللجنة الأولمبية الدولية أفيري بروندج على المحترفين في حدث للهواة. سحب رئيس الرابطة الكندية للهوكي للهوكي إيرل داوسون المنتخب الوطني من المسابقات الدولية ضد فرق الهوكي الأوروبية حتى سُمح لكندا باستخدام أفضل لاعبيها.
عادت كندا إلى الاتحاد الدولي لهوكي الجليد في عام 1977 بعد سلسلة من المفاوضات بين رئيس الاتحاد الدولي لهوكي الجليد الدكتور سابيتسكي وكبار مسؤولي هوكي الجليد المحترفين في كندا والولايات المتحدة. نتيجة لذلك، يُسمح للمحترفين بالمنافسة في بطولة العالم ويتم تحديد موعد البطولة في وقت لاحق من العام لضمان توفر المزيد من اللاعبين من بين فرق دوري الهوكي الوطني التي تم استبعادها من تصفيات كأس ستانلي. في المقابل، كان من المقرر أن تقام منافسة على «كأس كندا» كل أربع سنوات على أراضي أمريكا الشمالية بمشاركة كندا والولايات المتحدة وأقوى أربعة منتخبات أوروبية، بما في ذلك المحترفون.
في عام 1983، بدأت هوكي كندا «برنامج التميز»، الذي كان يهدف إلى إعداد فريق لدورة الألعاب الأولمبية الشتوية كل أربع سنوات. لعب هذا الفريق الوطني الجديد موسمًا كاملاً معًا في جميع أنحاء العالم ضد الفرق الوطنية والأندية، وغالبًا ما اجتذب أفضل احتمالات دوري الهوكي الوطني. في عام 1986، صوتت اللجنة الأولمبية الدولية للسماح للرياضيين المحترفين بالمنافسة في الألعاب الأولمبية، بدءًا من عام 1988. انضم المحترفون المخضرمون الذين يتمتعون بخبرة دوري الهوكي الوطني، وفي حالات قليلة، اللاعبون في الدوري الهوكي الوطني الحاليون الذين كانوا صامدين في نزاعات العقود إلى الفريق. توقف هذا البرنامج في عام 1998، عندما بدأ دوري الهوكي الوطني في الإغلاق للسماح للاعبين بالمنافسة.
بعد عدم فوزها بميدالية ذهبية لمدة 33 عامًا، فازت كندا ببطولة العالم 1994 في إيطاليا. منذ ذلك الوقت، فازوا في أعوام 1997 و 2003 و 2004 و 2007 و 2015 و 2016 و 2021. حصلت كندا على أول ميدالية ذهبية أولمبية لها منذ 50 عامًا في سولت ليك سيتي 2002. في فانكوفر 2010، فازت كندا بالميدالية الذهبية بفوزها 3-2 على الولايات المتحدة في النهائي. وضمن هدف سيدني كروسبي في الوقت الإضافي لكندا الفوز بالميدالية الذهبية النهائية في الألعاب. في بطولة العالم 2012 في فنلندا والسويد، أصبح رايان موراي أول مشروع مؤهل يمثل كندا في بطولة العالم لهوكي الجليد.
نجحت كندا في الدفاع عن الميدالية الذهبية في سوتشي 2014، لتصبح أول فريق للرجال يفعل ذلك منذ الاتحاد السوفيتي في عام 1988، وهو أول فريق ينهي البطولة بدون هزيمة منذ عام 1984 وأول فريق يقوم بكليهما بمشاركة كاملة من دوري الهوكي الوطني. لقد حظي ضغطهم الهجومي الدؤوب ودفاعهم الخانق بإشادة فريق 2014 باعتباره ربما أفضل وأشمل فريق تم تجميعه في كندا على الإطلاق. قاد درو دوتي وشيا ويبر الفريق في التسجيل، بينما سجل جوناثان تويوز هدف الفوز بالميدالية الذهبية في الفترة الأولى من الفوز 3-0 على السويد في النهائي. المهندس المعماري الذي يقف وراء فريقي 2010 و 2014، ستيف يزيرمان، استقال على الفور من منصبه كمدير عام بعد الفوز.
بقيادة المدير العام جيم نيل، والمدرب الرئيسي تود ماكليلان، والإضافة المتأخرة للقائد سيدني كروسبي، فازت كندا ببطولة العالم الاتحاد الدولي لهوكي الجليد 2015 في الهيمنة على روسيا، وهو أول فوز لها في بطولة العالم منذ عام 2007. من خلال الفوز بجميع الألعاب العشر في اللوائح التنظيمية، تم منح هوكي كندا جائزة مكافأة قدرها مليون فرنك سويسري في السنة الأولى من وجودها. سجلت كندا 66 هدفاً في مبارياتها العشر وكان لها أكبر ثلاثة هدافين في البطولة: جيسون سبيزا وجوردان إيبرل وتايلور هول. كما قاد تايلر سيغان البطولة برصيد تسعة أهداف. ضمن الفوز عودة كندا إلى المركز الأول في التصنيف العالمي الاتحاد الدولي لهوكي الجليد للمرة الأولى منذ عام 2010.
في بطولة العالم 2021 الاتحاد الدولي لهوكي الجليد، بعد بطولة 2020 التي تم إلغاؤها بسبب وباء عالمي، عادت كندا إلى البطولة بقائمة أضعف من معظم السنوات، تضم شواهد نادرة من احتمالات المسودة وآفاق أخرى غير دوري الهوكي الوطني. خسر الفريق 3 مباريات في التنظيم لبدء البطولة، وهو أول فريق كندي في تاريخ البطولة يفعل ذلك،  واحتاج إلى 10 نقاط على آخر 4 مباريات روبن لإجراء الجولة الفاصلة. بعد فوزها في الشوط الفاصل على كازاخستان، تأهلت كندا إلى الدور الفاصل باعتبارها المصنفة الأدنى وتمكنت من الانتصار على روسيا والولايات المتحدة قبل أن تلعب مع فنلندا في مباراة العودة في بطولة 2019 في مباراة الميدالية الذهبية. فاز هدف نيك بول بالمباراة لكندا في الوقت الإضافي، على الرغم من أن الفنلنديين إما قادوا المباراة بأكملها أو تعادلوا فيها، متوجًا بذهبية الرجال الكندية الأكثر ترجيحًا.

### قائمة الفرق التي مثلت كندا من 1920 إلى 1963
| حدث                                                                         | فريق                                           | مسقط رأس                       |
| --------------------------------------------------------------------------- | ---------------------------------------------- | ------------------------------ |
| 1920 دورة الالعاب الاولمبية الصيفية                                         | وينيبيغ فالكونز                                | وينيبيغ، مانيتوبا              |
| 1924 دورة الالعاب الاولمبية الشتوية                                         | تورنتو جرانيت                                  | تورنتو، أونتاريو               |
| 1928 دورة الالعاب الاولمبية الشتوية                                         | جامعة تورنتو                                   | تورنتو، أونتاريو               |
| بطولة العالم 1930                                                           | تورونتو شركة كندا للدراجات والسيارات المحدودة. | تورنتو، أونتاريو               |
| بطولة العالم عام 1931                                                       | جامعة مانيتوبا                                 | وينيبيغ، مانيتوبا              |
| 1932 دورة الالعاب الاولمبية الشتوية                                         | نادي وينيبيغ للهوكي                            | وينيبيغ، مانيتوبا              |
| بطولة العالم 1933                                                           | تورونتو البحرية الوطنية البراغيث               | تورنتو، أونتاريو               |
| بطولة العالم عام 1934                                                       | ساسكاتون كويكرز                                | ساسكاتون، ساسكاتشوان           |
| بطولة العالم 1935                                                           | وينيبيغ موناركس                                | وينيبيغ، مانيتوبا              |
| 1936 دورة الالعاب الاولمبية الشتوية                                         | بورت آرثر بيركاتس                              | بورت آرثر، أونتاريو            |
| بطولة العالم عام 1937                                                       | ديناميتيرس كيمبرلي                             | كيمبرلي، كولومبيا البريطانية   |
| بطولة العالم عام 1938                                                       | سودبيري وولفز                                  | سودبيري، أونتاريو              |
| بطولة العالم عام 1939                                                       | درب دخان أكلة                                  | تريل، كولومبيا البريطانية      |
| لم تقام بطولات العالم من عام 1940 حتى عام 1946 خلال الحرب العالمية الثانية. |                                                |                                |
| بطولة العالم عام 1947                                                       | لم تشارك                                       | لم تشارك                       |
| 1948 دورة الالعاب الاولمبية الشتوية                                         | أوتاوا RCAF فلايرز                             | CFB أوتاوا، أونتاريو           |
| بطولة العالم 1949                                                           | سودبيري وولفز                                  | سودبيري، أونتاريو              |
| بطولة العالم 1950                                                           | ادمونتون ميركوريس                              | ادمونتون، ألبرتا               |
| بطولة العالم 1951                                                           | ليثبريدج مابل ليفز                             | ليثبريدج، ألبرتا               |
| 1952 دورة الالعاب الاولمبية الشتوية                                         | ادمونتون ميركوريس                              | ادمونتون، ألبرتا               |
| بطولة العالم 1953                                                           | لم تشارك                                       | لم تشارك                       |
| بطولة العالم 1954                                                           | إيست يورك ليندهيرستس                           | شرق يورك، أونتاريو             |
| بطولة العالم 1955                                                           | بينتيكتون فيز                                  | بينتيكتون، كولومبيا البريطانية |
| 1956 دورة الالعاب الاولمبية الشتوية                                         | كيتشنر واترلو الهولنديين                       | كيتشنر - واترلو، أونتاريو      |
| بطولة العالم 1957                                                           | لم تشارك                                       | لم تشارك                       |
| بطولة العالم 1958                                                           | ويتبي دنلوبس                                   | ويتبي، أونتاريو                |
| بطولة العالم 1959                                                           | بيلفيل مكفارلاندز                              | بيلفيل، أونتاريو               |
| 1960 دورة الالعاب الاولمبية الشتوية                                         | كيتشنر واترلو الهولنديين                       | كيتشنر - واترلو، أونتاريو      |
| بطولة العالم 1961                                                           | درب دخان أكلة                                  | تريل، كولومبيا البريطانية      |
| بطولة العالم 1962                                                           | جالت تيريرز                                    | جالت، أونتاريو                 |
| بطولة العالم 1963                                                           | درب دخان أكلة                                  | تريل، كولومبيا البريطانية      |

## المنافسة
نافس في بطولة العالم لهوكي الجليد 71 مرة وفاز 26 مرة بالبطولة (1920 و 1924 و 1928 و 1930 و 1931 و 1932 و 1934 و 1935 و 1937 و 1938 و 1939 و 1948 و 1950 و 1951 و 1952 و 1955 و 1958 و 1959 و 1961 و 1994 و 1997 و 2003 و 2004 و 2007 و 2015 و 2016)، نافس في كأس العالم لهوكي الجليد (كأس كندا سابقاً) 8 مرات وفاز 6 مرات بالبطولة، نافس في الألعاب الأولمبية الشتوية 22 مرة وفاز 9 مرات بالميدالية الذهبية و4 مرات بالفضية و 3 مرات بالبرونزية، يحتل حالياً التصنيف الأول على العالم.

## القميص الموحد

National team jerseys
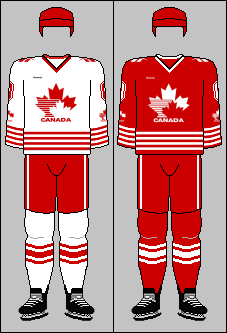
1994 قمصان أولمبية
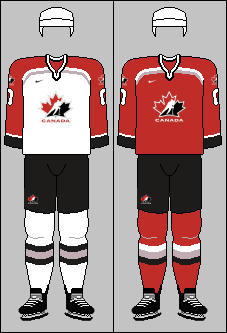
1998 قمصان أولمبية ، استخدمت لاحقًا في بطولات IIHF 1998-2001
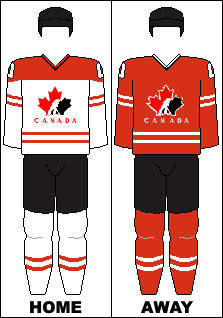
2008-2014 ، 2016 قمصان IIHF
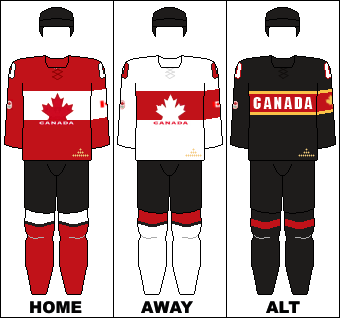
قمصان أولمبية 2014
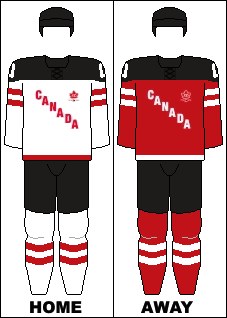
قمصان سنتينيال IIHF 2015
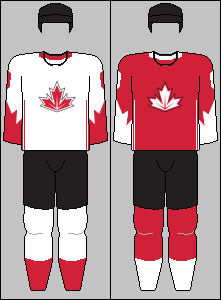
قمصان WCH لعام 2016
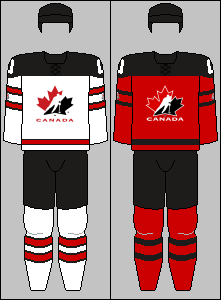
2017 حتى الوقت الحاضر قمصان IIHF
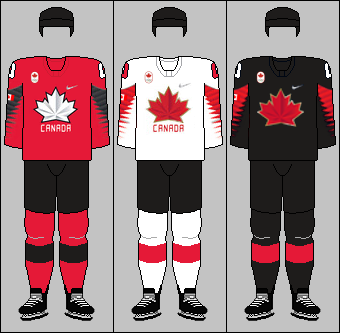
قمصان أولمبية 2018
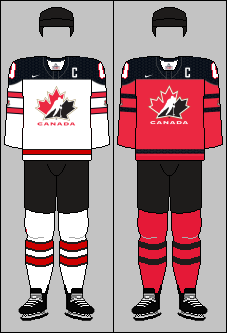
قمصان IIHF 2018

### قمصان مميزة

Team Canada
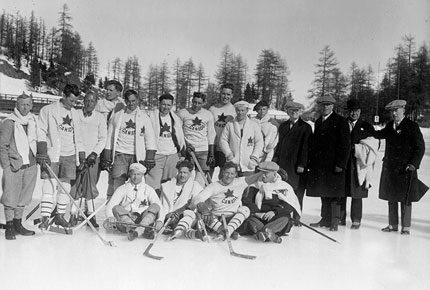
1928 قمصان أولمبية
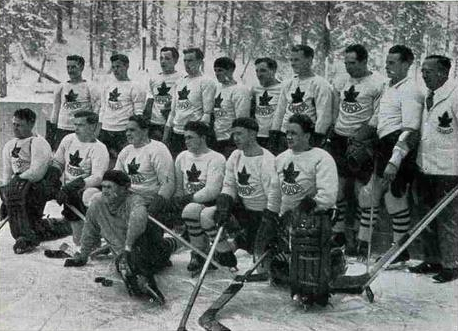
1936 قمصان أولمبية
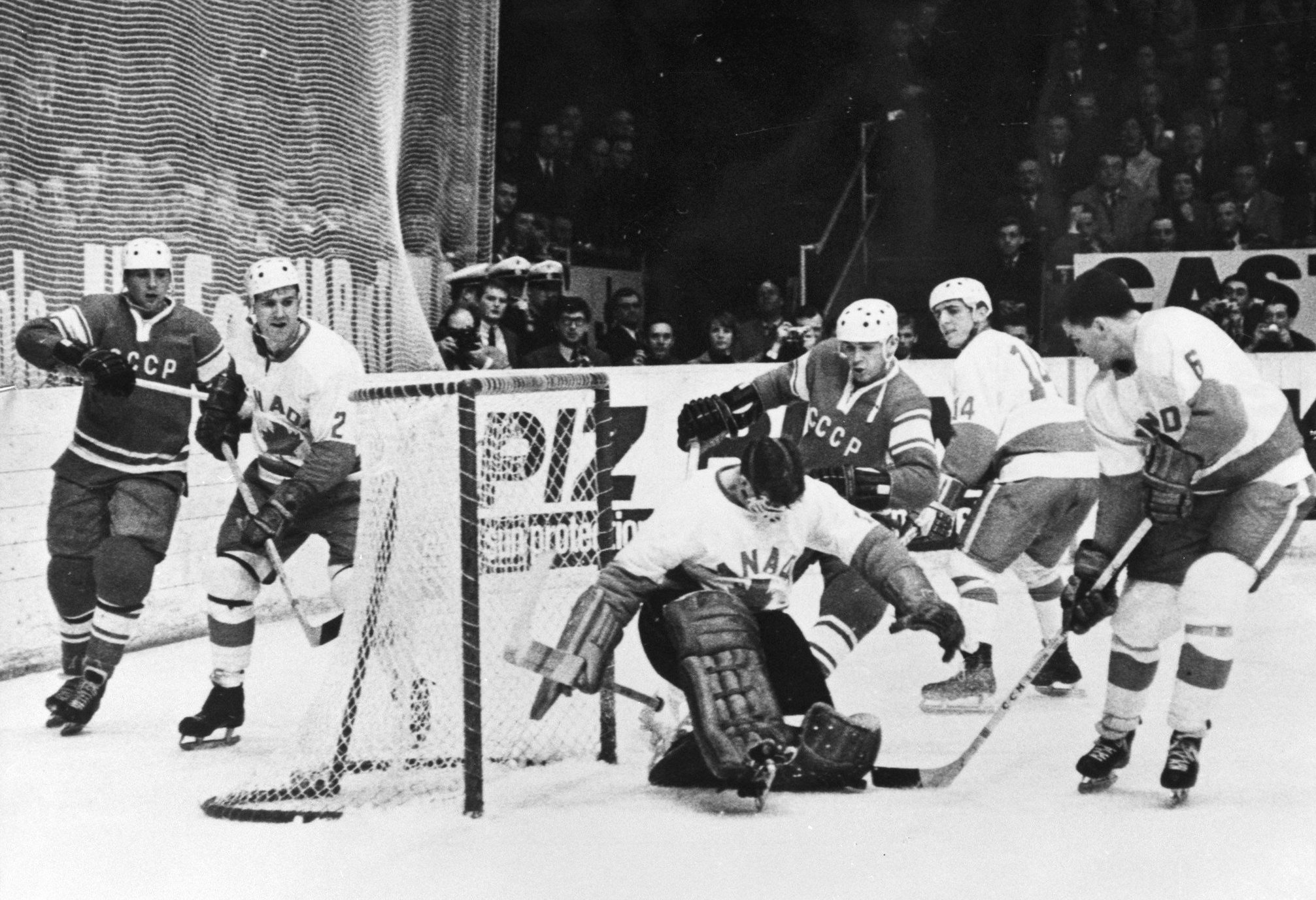
1964-1969 قمصان الأولمبية و IIHF
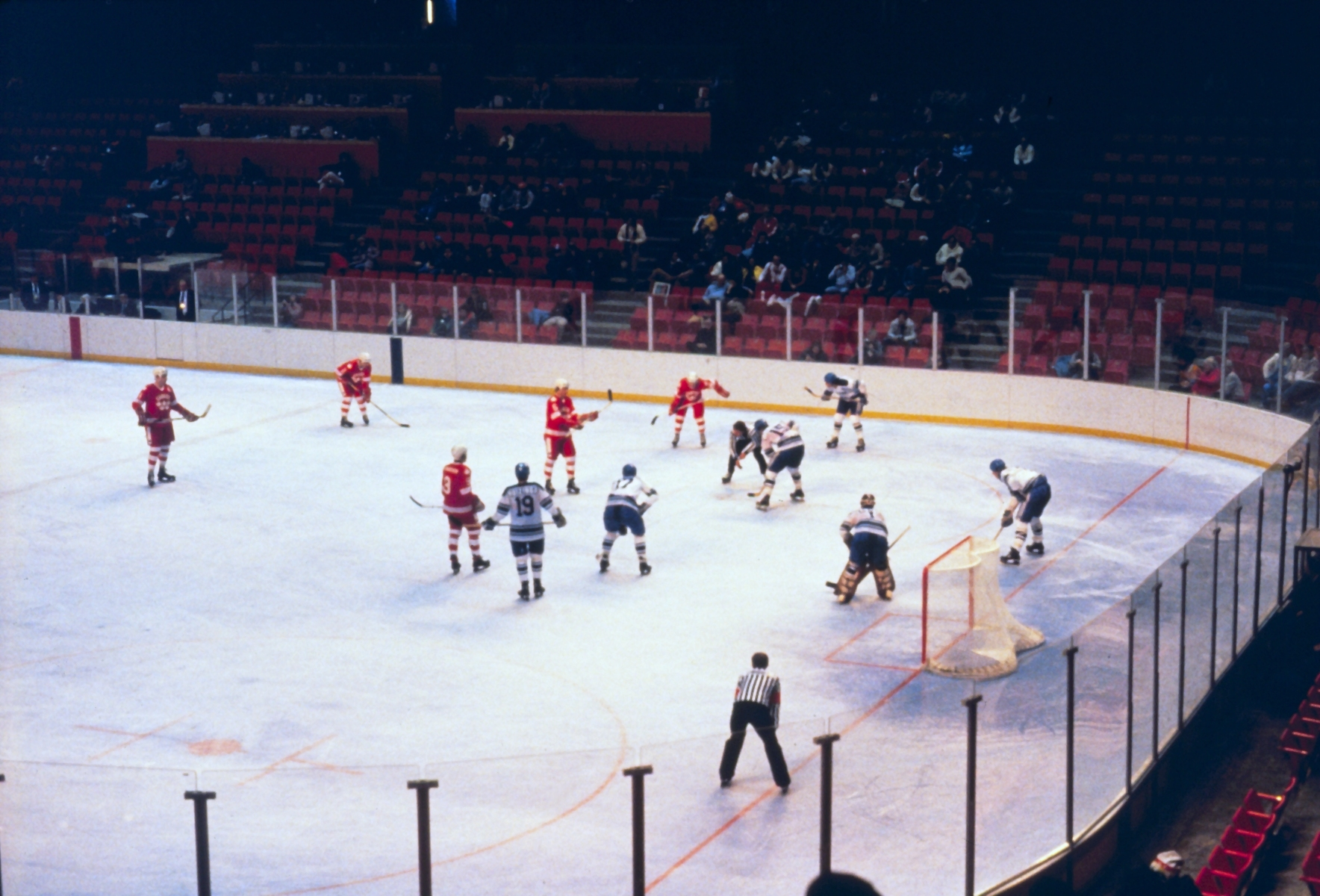
1980 قمصان أولمبية
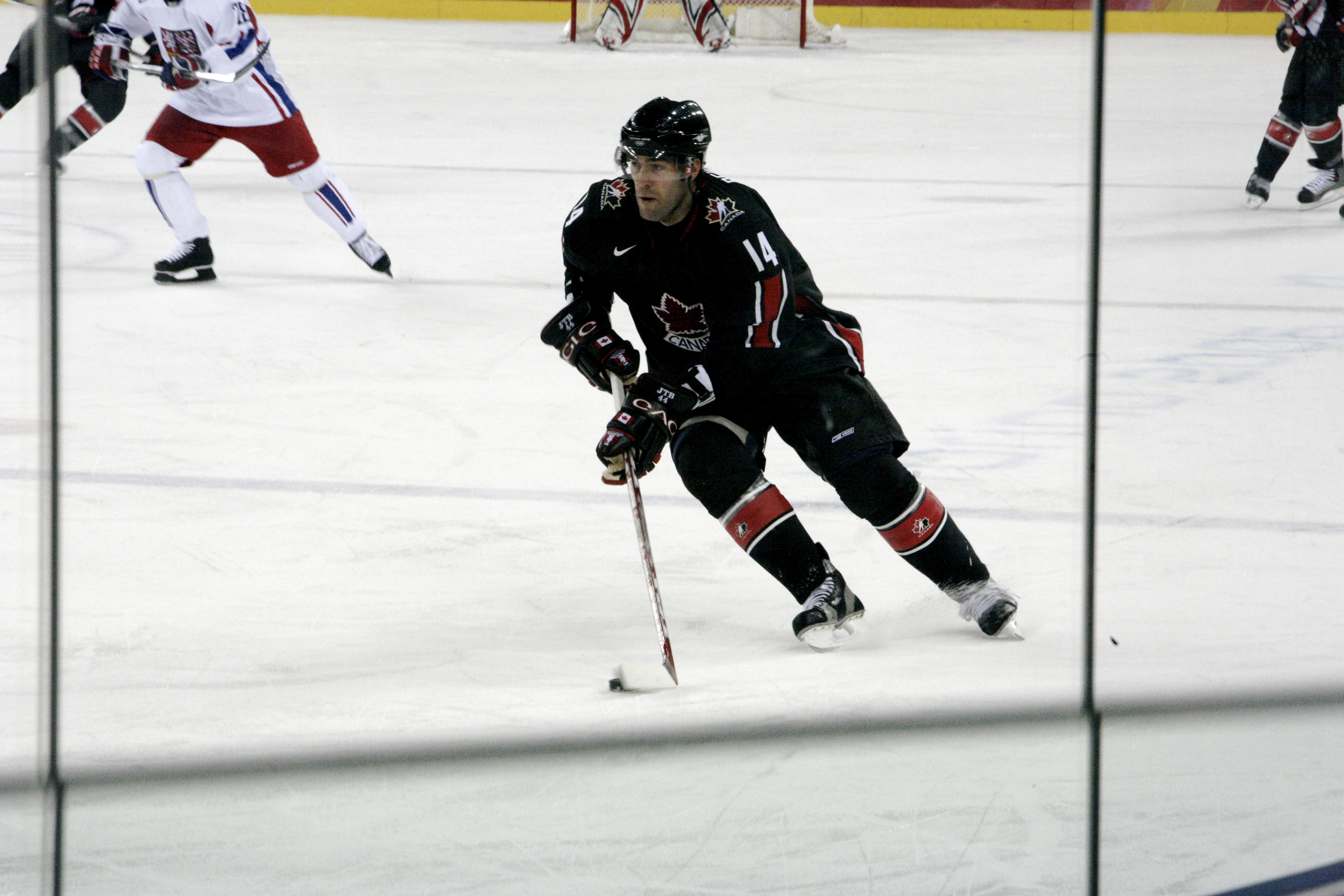
2002-2006 الفانيلة الأولمبية البديلة
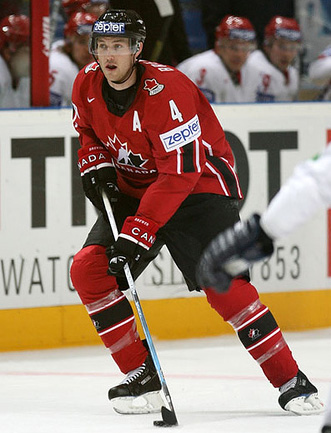
قمصان IIHF 2007
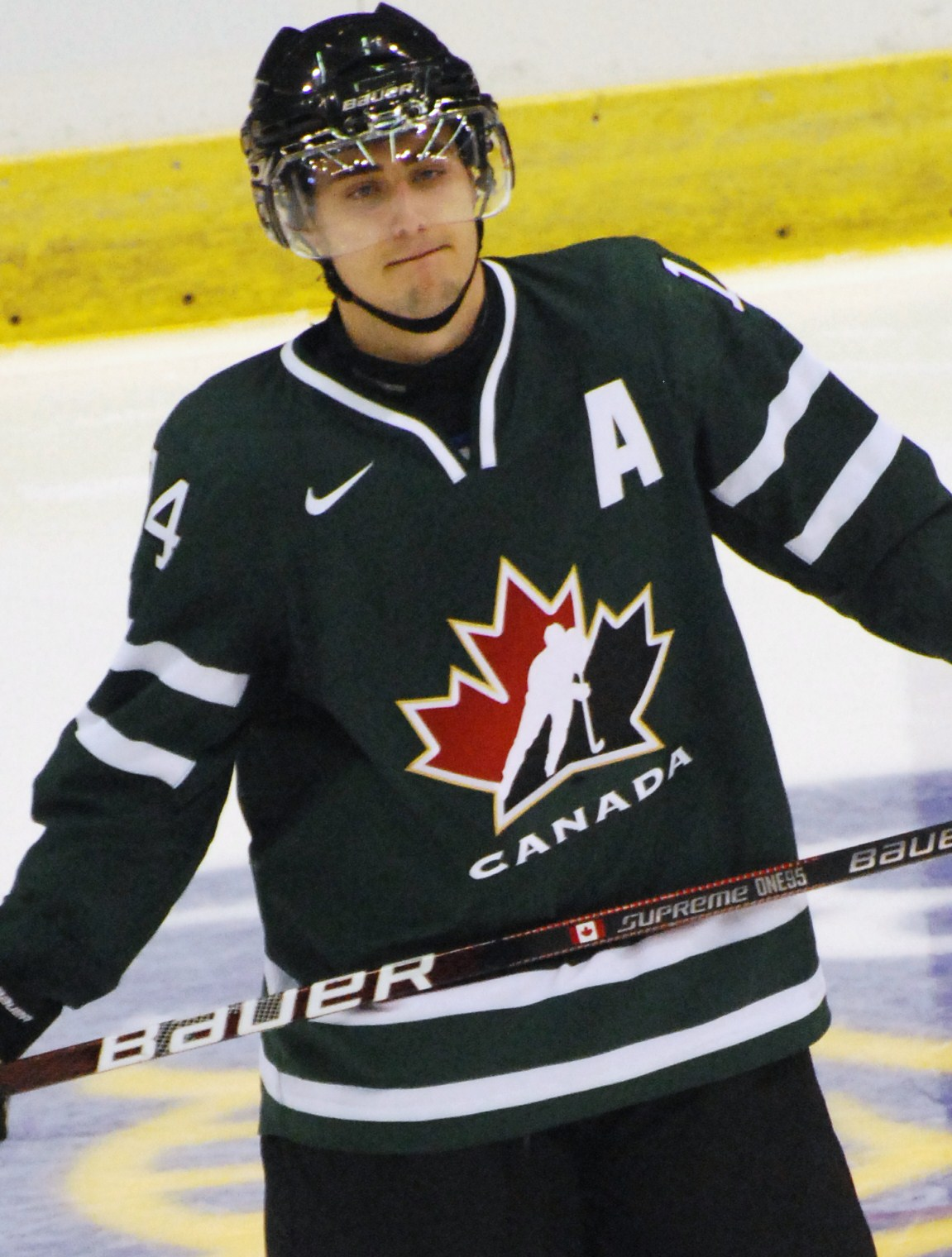
2010 IIHF الفانيلة البديلة

## روابط خارجية
- الموقع الرسمي

- الملف الشخصي الاتحاد الدولي لهوكي الجليد